# 龔天池
龔天池（16世紀—17世紀），字亨明，號峤石，福建泉州府晉江縣十七都何厝人，明朝、南明政治人物。

## 生平
龔天池胸無城府，待人以誠，是崇禎三年（1630年）的順天府鄉試第一百七名舉人，任寧化教諭，勤勞授課，經常和學生談笑，又擅長小楷，人比擬為趙孟頫的作品。到崇禎十年（1637年）他成進士，户部觀政，本年六月授任浙江鄞縣知縣，不久因不堪煩劇歸鄉；隆武年間他得起用為戶部江西司郎中，後事不詳。

## 家族
嗣曾祖龔源，曾祖龔祐，祖龔添舜，父龔道焕，增生。

## 引用
1. ↑  《崇祯十年丁丑科进士三代履历》：龚天池，嗣曾祖源，曾祖祐，祖添舜，父道焕，增生。峤石，易四房，癸巳十二月二十五日生，晋江县人，庚午一百七名，会二百四十八名，三甲四十名，户部观政，本年六月授浙江鄞县知县，戊寅降调，己卯补饶州府知事，庚辰考察。
2. 1 2  錢海岳《南明史·卷四十三·列傳第十九》：（隆武）時戶部司官：……龔天池，晉江人。崇禎十年進士。鄞縣知縣累擢江西司郎中。
3. ↑  康熙《寧化縣志·卷三》：教諭龔天池，晉江舉人，崇禎七年任。天池情懷澹宕，曠無城府，士無庸俊，一接以誠，課業尤勤，月無虛會。每值隹風起，偕同志數生談笑竟時，終無世俗語；善作小楷，或擬之趙承旨，夷然未屑也。登丁丑科進士，調鄞縣知縣，不耐煩劇，遂以不及改教，竟拂衣歸老，盖為高士有餘，能吏不足也。
4. ↑  乾隆《晉江縣志·卷八·選舉志》：崇禎三年 庚午 科解元張能恭榜……龔天池 應天中式，丁丑進士……崇禎十年 丁丑 劉同升榜……龔天池 鄞縣知縣
5. ↑  光緒《金門志·卷八·選舉表》：（崇禎）十年丁丑科（進士） 龔天池 十七都何厝人，號亨明。庶吉士，改浙江鄞縣令
6. ↑  光緒《鄞縣志·卷十七·職官表上》：知縣……龔天池 朱志在王燮後 案聞志十一年任，又案錢志泉州人，進士，十二年任，列王燮後，與聞志異而與朱志同。今攷沈延嘉《崇禎十三年郡學記》，鄞侯王燮以繁調去，下即言林君沖霄，是沖霄實接燮任，不得中有龔天池，天池當是繼王章者也，聞志不誤。又案崇禎十一年金汝英募修它山廟寢殿，疏已有龔令，錢志誤顯然矣。